# Inštitut za anatomijo Medicinske fakultete v Ljubljani
Inštitut za anatomijo je pedagoško-raziskovalni inštitut, ki deluje v okviru Medicinske fakultete Univerze v Ljubljani.
Trenutna predstojnica inštituta je prof. dr. Erika Cvetko.